# Germigny-des-Prés
Germigny-des-Prés is een gemeente in het Franse departement Loiret (regio Centre-Val de Loire). De plaats maakt deel uit van het arrondissement Orléans. Germigny-des-Prés telde op 1 januari 2022 700 inwoners.

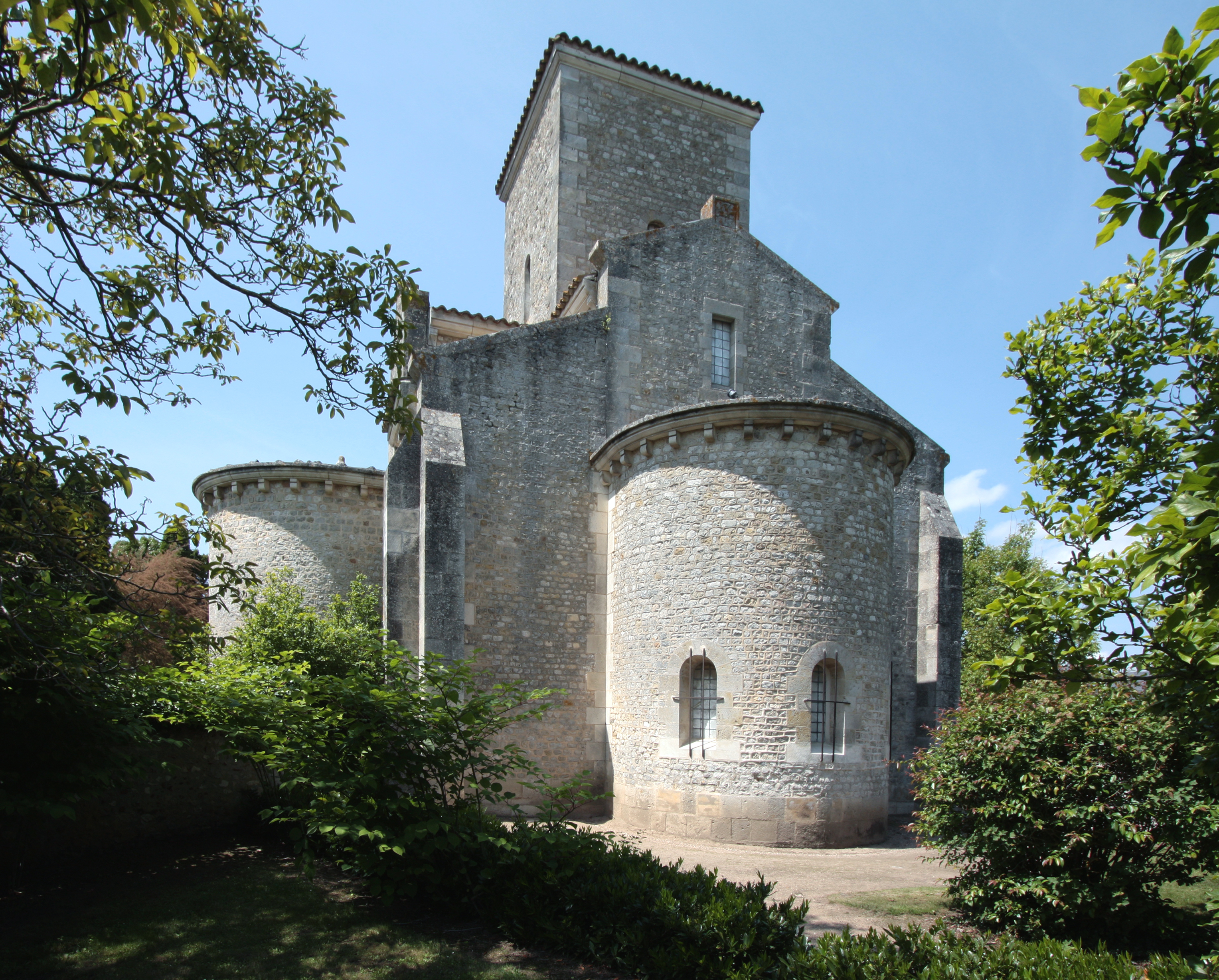
De kerk van Germigny-des-Prés, daterend uit 806

## Geografie
De oppervlakte van Germigny-des-Prés bedroeg op 1 januari 2022 9,78 vierkante kilometer; de bevolkingsdichtheid was toen 71,6 inwoners per km².

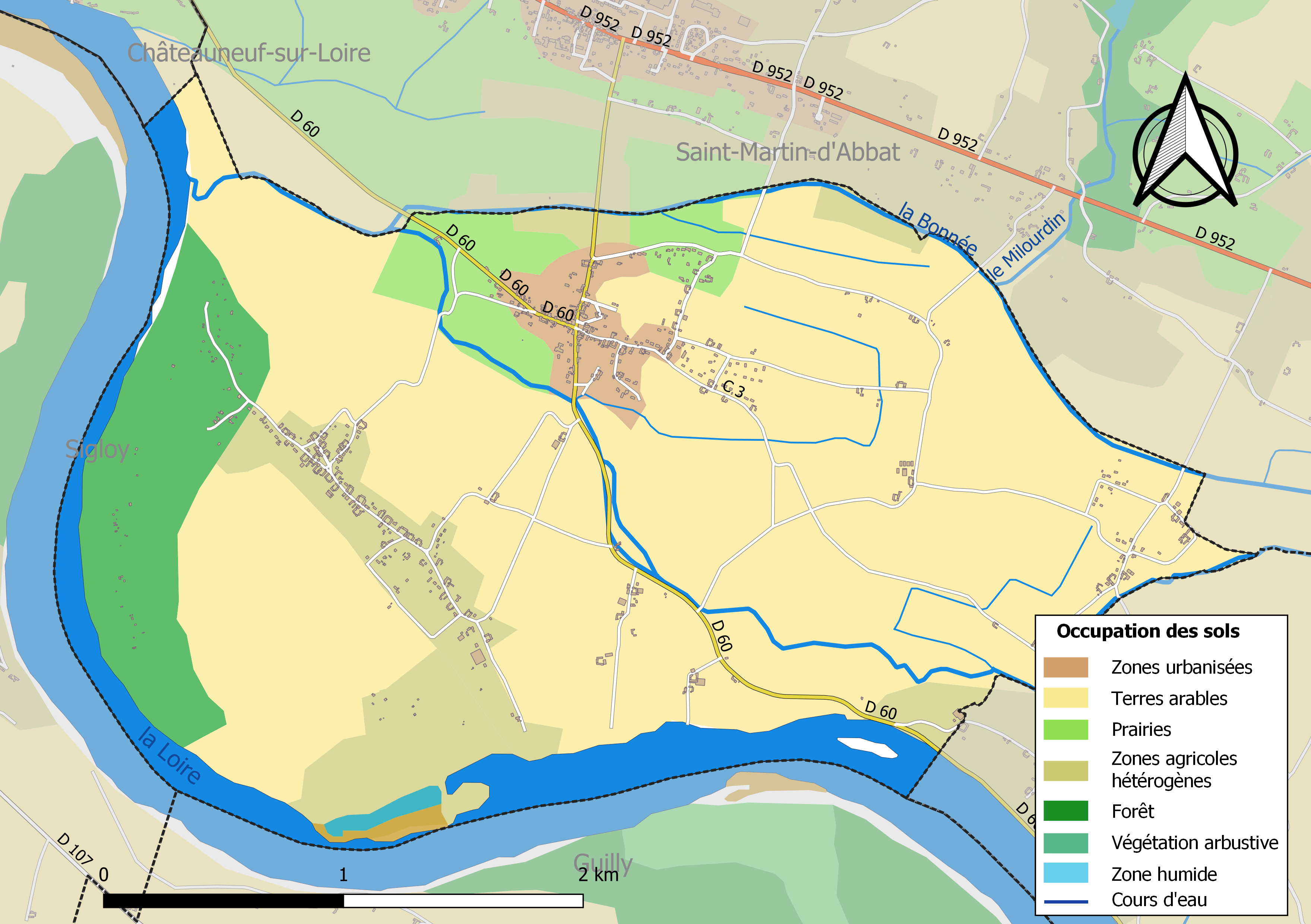
Kaart van de gemeente met de belangrijkste infrastructuur, bodemgebruik en omliggende gemeenten

## Demografie
Onderstaande figuur toont het verloop van het inwonertal (bron: INSEE-tellingen).

## Bezienswaardig
- De Kerk van Germigny, een oratorium uit de 9e eeuw, in de 11e eeuw uitgebreid tot de kerk van een benedictijner priorij.